# آسان سیزی
آسان سیزی (انگلیسی: Assan Ceesay؛ زادهٔ ۱۷ مارس ۱۹۹۴) بازیکن فوتبال اهل گامبیا است.
از باشگاه‌هایی که در آن بازی کرده‌است می‌توان به باشگاه فوتبال لوگانو اشاره کرد.
وی همچنین در تیم‌های ملی فوتبال زیر ۱۷ سال، زیر ۲۰ سال، زیر ۲۳ سال و بزرگسالان گامبیا بازی کرده‌است.